# 烏茲別克鐵路

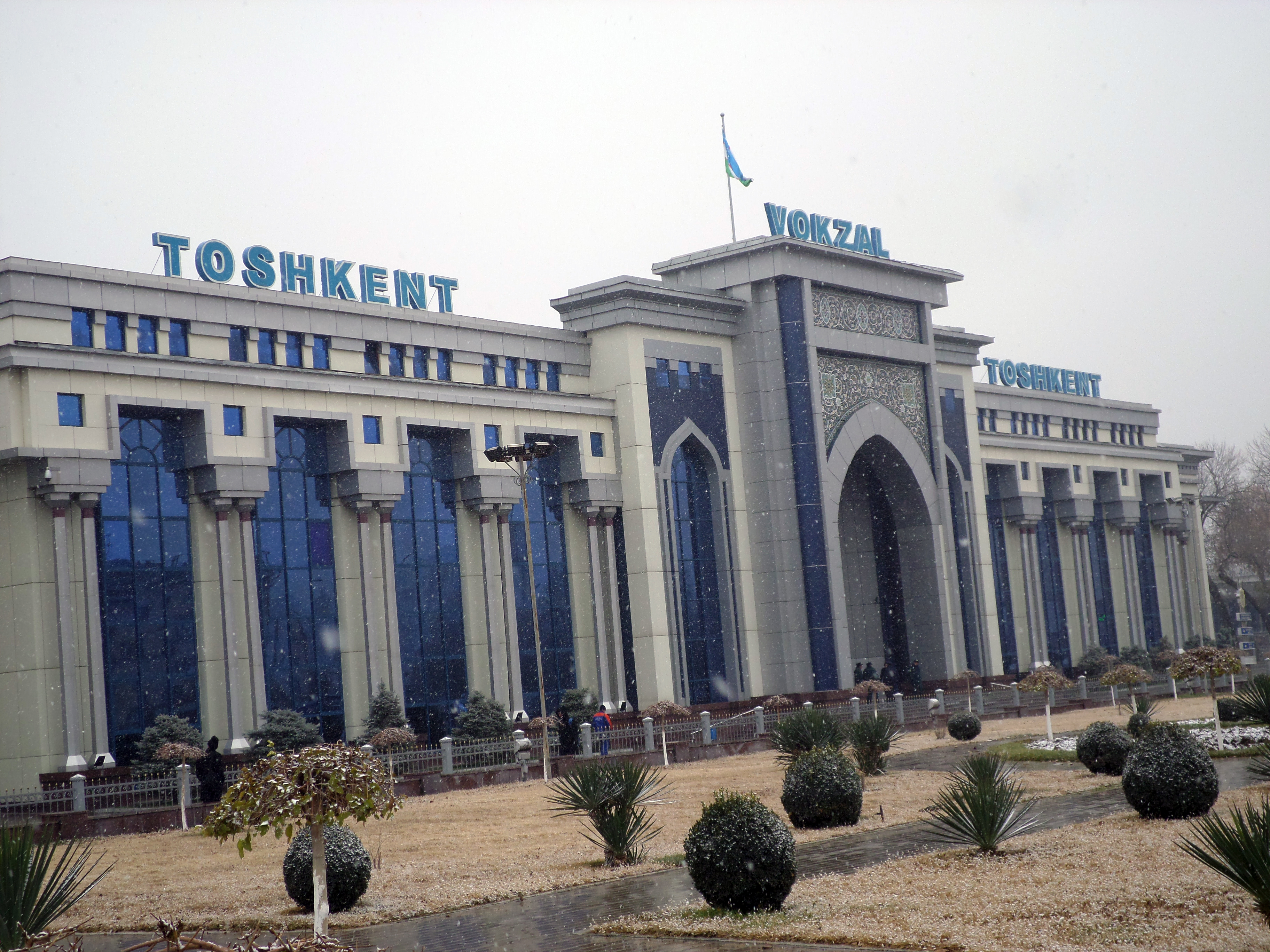
塔什干中央車站

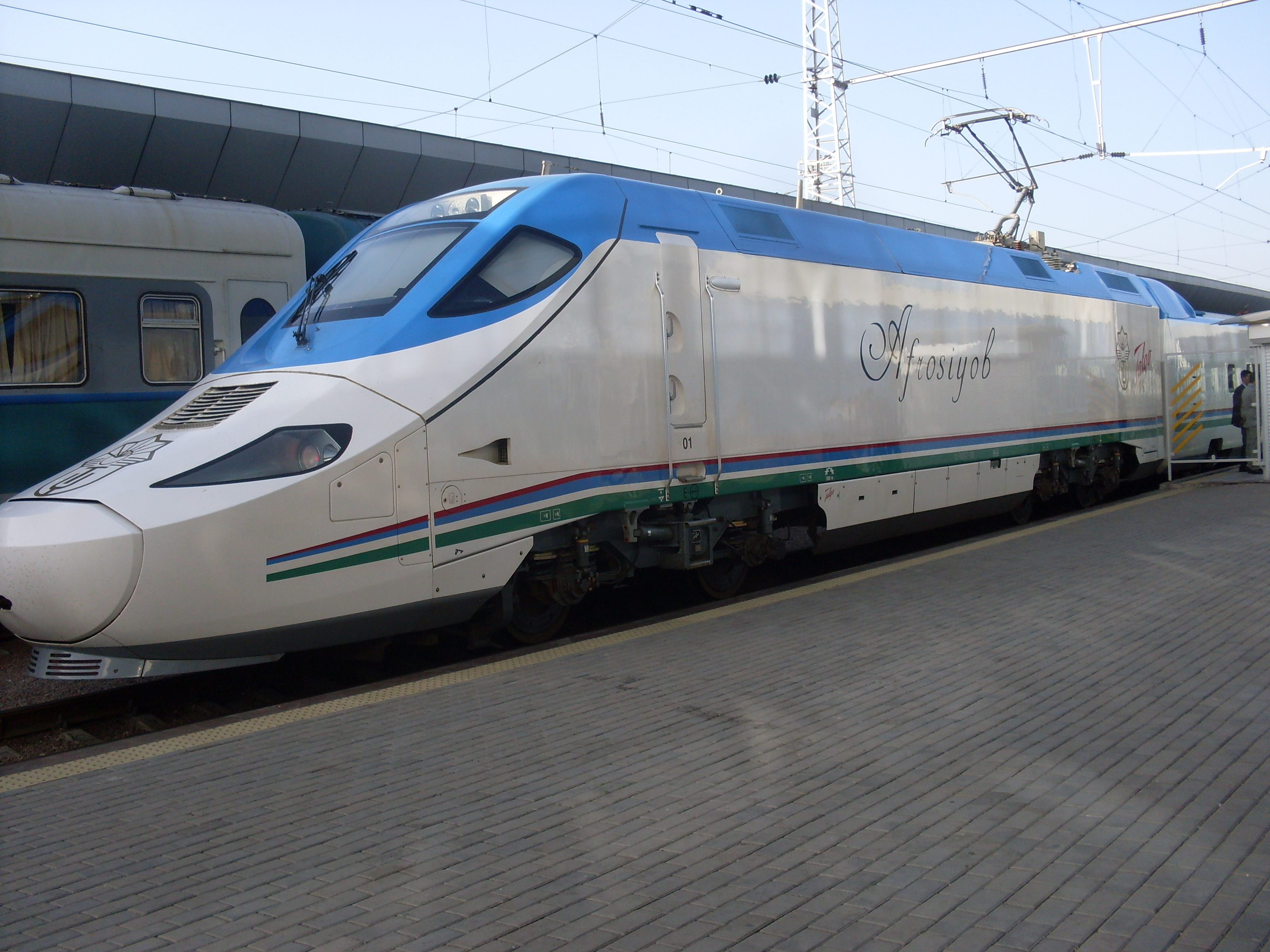
AFROSIYOB高速列車

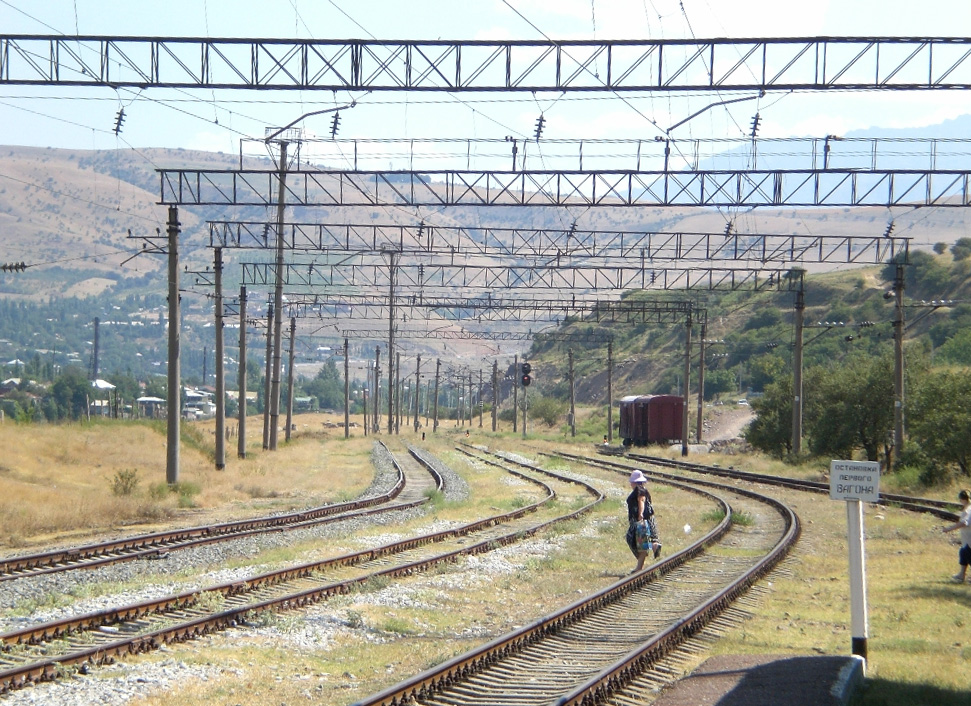
烏茲別克鄉間鐵道一隅

烏茲別克鐵路是中亞國家烏茲別克的國家營運鐵路交通系統，是該國國內唯一的鐵道經營者。烏茲別克鐵路在該國獨立後承接大部分蘇聯時期的烏境內鐵道產物，鐵路總長度約3,645公里，該單位目前共聘請54,700名員工。

## 概要
烏茲別克鐵路史自1880年建造中亞鐵路開始，並於1888年開始營運自現今土庫曼的土庫曼納巴德越過阿姆河進入薩馬爾罕的鐵路。經過持續的建設後，鐵路於1899年通車到達首都塔什干，同年闢建經過費爾干納盆地至安集延的支線。1906年外阿拉爾鐵路開通，使得塔什干成為俄羅斯帝國境內來往東西的中心點。1970年代開通經過境內卡拉卡爾帕克斯坦共和國通往哈薩克的鐵路，也因此能夠連接通往歐洲的鐵路。
烏茲別克獨立後，大部分的對外往來都必須經由鄰國的鐵路，並且仍在持續新建更多支線。除此之外，烏茲別克於2011年開始營運塔什干-薩馬爾罕高速鐵路。

## 主要旅客列車
- REGISTON（廣場號）

自2004年開始運行，由電氣機關車牽引與六人一室不鏽鋼冷房車6節車廂編成的。主要來往於烏國國內兩大城，塔什干與薩馬爾罕。該列車的名字由薩馬爾罕廣場命名，在烏茲別克語中是「沙漠中的場所」的意思。
- SHARQ（東方號）

同樣是來往烏國兩大城的城際列車，中途經由第三大城布哈拉，近年透過翻新的方式使其壽命延長。
- AFROSIYOB（Afrosiyob）

從2011年10月8日開始運行的高速鐵路系統。列車的命名是來自於13世紀被成吉思汗領導的蒙古帝國所毀滅的Afrasiyab城。從首都塔什干至薩馬爾罕344公里的路程僅需2.5小時即可到達。列車是自西班牙進口的RENFE高速列車。

## 單位部門
- 電腦指揮中心
- 車輛運轉指揮所
- 電力管理部
- 信號通信管理部
- 軌道施設部
- 機關車管理部
- 鐵道車輛管理部
- 旅客管理部
- 貨運合資公司：UzZheldorkonteyner
- 車票管理合資公司：UzZheldorpass

## 外部連結
- 烏茲別克鐵路公司官方網站 （页面存档备份，存于） （乌兹别克文） （俄文）